# LiveAndWell.com
Albums de David Bowie
'hours...'
(1999) Bowie at the Beeb
(2000)
LiveAndWell.com est un album en concert de David Bowie sorti en 2000.

## Histoire
La tournée Earthling dure du 7 juin au 7 novembre 1997. Bowie y interprète principalement des chansons tirées de ses deux derniers albums, l'industriel 1. Outside (1995) et le drum and bass Earthling (1997).
Peu après la fin de la tournée, Bowie évoque la parution prochaine d'un Earthling Live. Il procède au mixage de cet album avec son guitariste Reeves Gabrels et le producteur Mark Plati courant 1998. Cependant, sa maison de disques Virgin Records refuse de le diffuser.
En fin de compte, Bowie propose ces titres en téléchargement fin 1999, en exclusivité pour les membres de son site BowieNet. L'année suivante, LiveAndWell.com est édité au format CD, toujours en exclusivité pour les abonnés de BowieNet. L'artwork du CD est l'œuvre de membres du site. Un disque bonus comprend des remixes de quatre chansons, dont une, Fun, est inédite par ailleurs.
LiveAndWell.com est mis à disposition sur les sites de streaming en mai 2020. Cette version n'inclut pas le disque bonus de 2000, mais elle propose deux chansons supplémentaires, Pallas Athena et V-2 Schneider, d'abord parues en single en 1997 sous le pseudonyme « Tao Jones Index ».

## Fiche technique

### Chansons
| No  | Titre                                                                                              | Auteur                                                                                 | Durée |
| --- | -------------------------------------------------------------------------------------------------- | -------------------------------------------------------------------------------------- | ----- |
| 1.  | I'm Afraid of Americans (le 15 octobre 1997 au Radio City Music Hall de New York)                  | David Bowie, Brian Eno                                                                 | 5:14  |
| 2.  | The Hearts Filthy Lesson (le 18 juillet 1996 au Phoenix Festival (en), à Long Marston)             | David Bowie, Brian Eno, Reeves Gabrels, Mike Garson, Erdal Kizilçay, Sterling Campbell | 5:37  |
| 3.  | I'm Deranged (en) (le 10 juin 1997 au Paradiso d'Amsterdam)                                        | David Bowie, Brian Eno                                                                 | 7:12  |
| 4.  | Hallo Spaceboy (le 2 novembre 1997 au Metropolitan de Rio de Janeiro)                              | David Bowie, Brian Eno                                                                 | 5:12  |
| 5.  | Telling Lies (le 10 juin 1997 au Paradiso d'Amsterdam)                                             | David Bowie                                                                            | 5:14  |
| 6.  | The Motel (le 10 juin 1997 au Paradiso d'Amsterdam)                                                | David Bowie                                                                            | 5:49  |
| 7.  | The Voyeur of Utter Destruction (as Beauty) (le 2 novembre 1997 au Metropolitan de Rio de Janeiro) | David Bowie, Brian Eno, Reeves Gabrels                                                 | 5:48  |
| 8.  | Battle for Britain (The Letter) (le 15 octobre 1997 au Radio City Music Hall de New York)          | David Bowie, Reeves Gabrels, Mark Plati                                                | 4:35  |
| 9.  | Seven Years in Tibet (le 15 octobre 1997 au Radio City Music Hall de New York)                     | David Bowie, Reeves Gabrels                                                            | 6:19  |
| 10. | Little Wonder (le 15 octobre 1997 au Radio City Music Hall de New York)                            | David Bowie, Reeves Gabrels, Mark Plati                                                | 6:19  |

| 1. | Fun (Dillinja mix)                    |                                         | 5:52 |
| 2. | Little Wonder (Danny Saber Dance mix) | David Bowie, Reeves Gabrels, Mark Plati | 5:32 |
| 3. | Dead Man Walking (Moby mix 1)         | David Bowie, Reeves Gabrels             | 7:32 |
| 4. | Telling Lies (Paradox mix)            | David Bowie                             | 5:11 |

| 11. | Pallas Athena (le 10 juin 1997 au Paradiso d'Amsterdam) | David Bowie | 8:41 |
| 12. | V-2 Schneider (le 10 juin 1997 au Paradiso d'Amsterdam) | David Bowie | 6:50 |

## Musiciens
- David Bowie : chant, guitare, saxophone
- Reeves Gabrels : guitare, chœurs
- Gail Ann Dorsey : basse, chœurs, claviers
- Zack Alford : batterie
- Mike Garson : claviers